# Музей детства (Богота)
Музей детства (исп. Museo de los Niños) — бывший музей в городе Богота — столице Колумбии, основанный Фондом Музея детства под руководством Белисарио Бетанкура 29 августа 1987 года. Деятельность учреждения была направлена на ознакомление детей с достижениями науки, технологиями, культуры и искусства. Музей занимал здание площадью в 8000 квадратных метров в центре города, в котором размещалось более 23 различных модулей и сотни отдельных экспонатов. Учреждение обслуживало около 150 000 посетителей в год; 69 % из них были детьми до 11 лет, посещавшими выставки по программе «Учись, играя». В 2017 году мэрия приняла решение о закрытии музея из-за необходимости капитального ремонта. Позднее он был преобразован в парк для детей, главными достопримечательностями которого являются прыгающие домики, велосипедные прогулки и гоночные дорожки. Помимо экскурсий Музей детства проводил мастер-классы, специальные программы для детей на каникулах и организационные мероприятия для школ.
На своё пятнадцатилетие музей пригласил известных молодых колумбийских художников расписать стены здания. В результате была создана коллекция из 42 фресок, которые стали достопримечательностью Боготы. Ещё одна очень важная программа Музея — «Компьютерный клуб» — международная программа, продвигаемая корпорацией Intel и Музеем науки в Бостоне. Программа обучала детей из семей с низким доходом навыкам компьютерной анимации, графического дизайна, создания и редактирования файлов для преодоления разрыва в цифровой грамотности в обществе. Введение в робототехнику также входило в эту программу.
Во внешних садах музея присутствовал настоящий самолет Боинг 720 без топлива, электричества и двигателей, чтобы обучать детей основам воздухоплавания. Авиалайнер был подарен музею компанией Avianca — крупнейшей авиакомпанией Колумбии в середине 1980-х годов. В музее также была комната с небольшим изображением городских дорог, чтобы научить детей дорожным знакам и поведению во время вождения или ходьбы по улицам.